# Traverse (vent)
Pour les articles homonymes, voir Traverse (homonymie).
La traverse est un vent d'ouest ou de nord-ouest dans le Jura, le Massif central, les Alpes, et la région lyonnaise. C'est le ploudzaou dans le Cantal, la traverse haute dans le sud du Massif central (où traverse basse correspond à un vent de sud-ouest). Il est modéré à fort, soufflant généralement en rafales. 
Humide et tiède en été, avec des orages; froid au printemps et en hiver. Son nom se passe de commentaire ; ce vent traverse d'ouest en est le pays.